# Gmina Krzystkowice
Die Gmina Krzystkowice [kʃɨstkɔ'vʲiʦɛ] war eine Landgemeinde, die von 1973 bis 1976 im Powiat Lubski der Woiwodschaft Zielona Góra in Polen bestand. Ihr Sitz war das gleichnamige Dorf, die ehemalige Stadt Christianstadt/Bober.

## Geographie

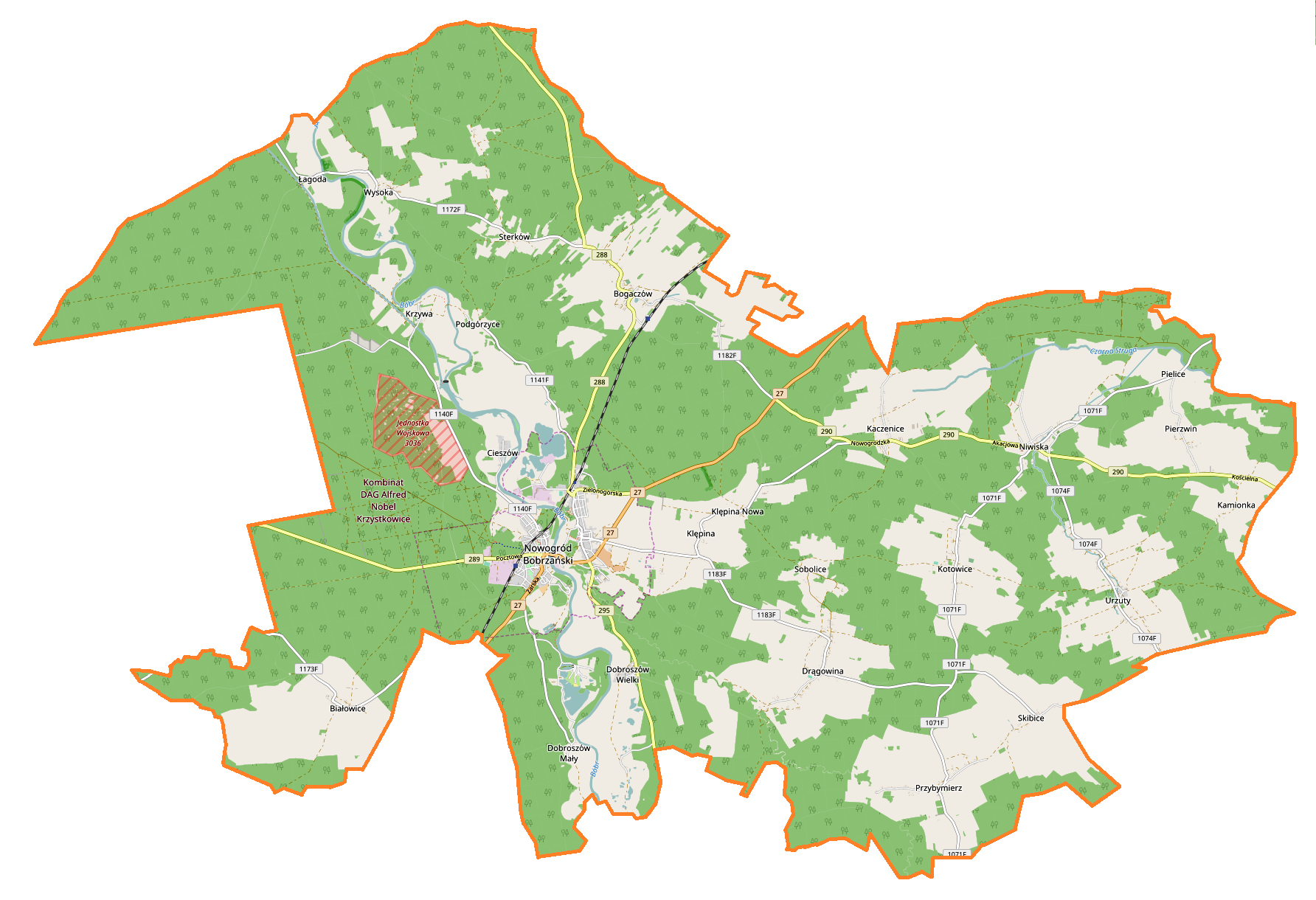
Karte der heutigen Gmina Nowogród Bobrzański; der Bober bildete bis 1976 die Gemeindegrenze

Die Gemeinde lag auf dem westlichen Ufer des Bóbr (Bober) und grenzte im Osten an diesen Fluss. Die nächste Stadt war die Kreisstadt Lubsko (Sommerfeld).

## Geschichte
Die Landgemeinde Krzystkowice wurde am 1. Januar 1973 gegründet. Sie gehörte zum Powiat Lubski mit der Kreisstadt Lubsko in der Woiwodschaft Zielona Góra (1950–1975). Am 1. Juni 1975 wurde der Powiat aufgelöst und die Gemeinde kam zur neu geschaffenen, verkleinerten Woiwodschaft Zielona Góra (1975–1998).
Am 15. Januar 1976 wurde die Gemeinde aufgelöst und ihre Dörfer in die Gemeinden Jasień (Zabłocie) und Nowogród Bobrzański (Białowice, Cieszów, Dobroszów Mały, Krzystkowice, Krzywa und Łagoda) eingegliedert.
Der ehemalige Hauptort Krzystkowice wurde 1988 mit Nowogród Bobrzański (Naumburg am Bober) vereinigt, das in der Folge die Stadtrechte zurückerhielt.

## Gliederung

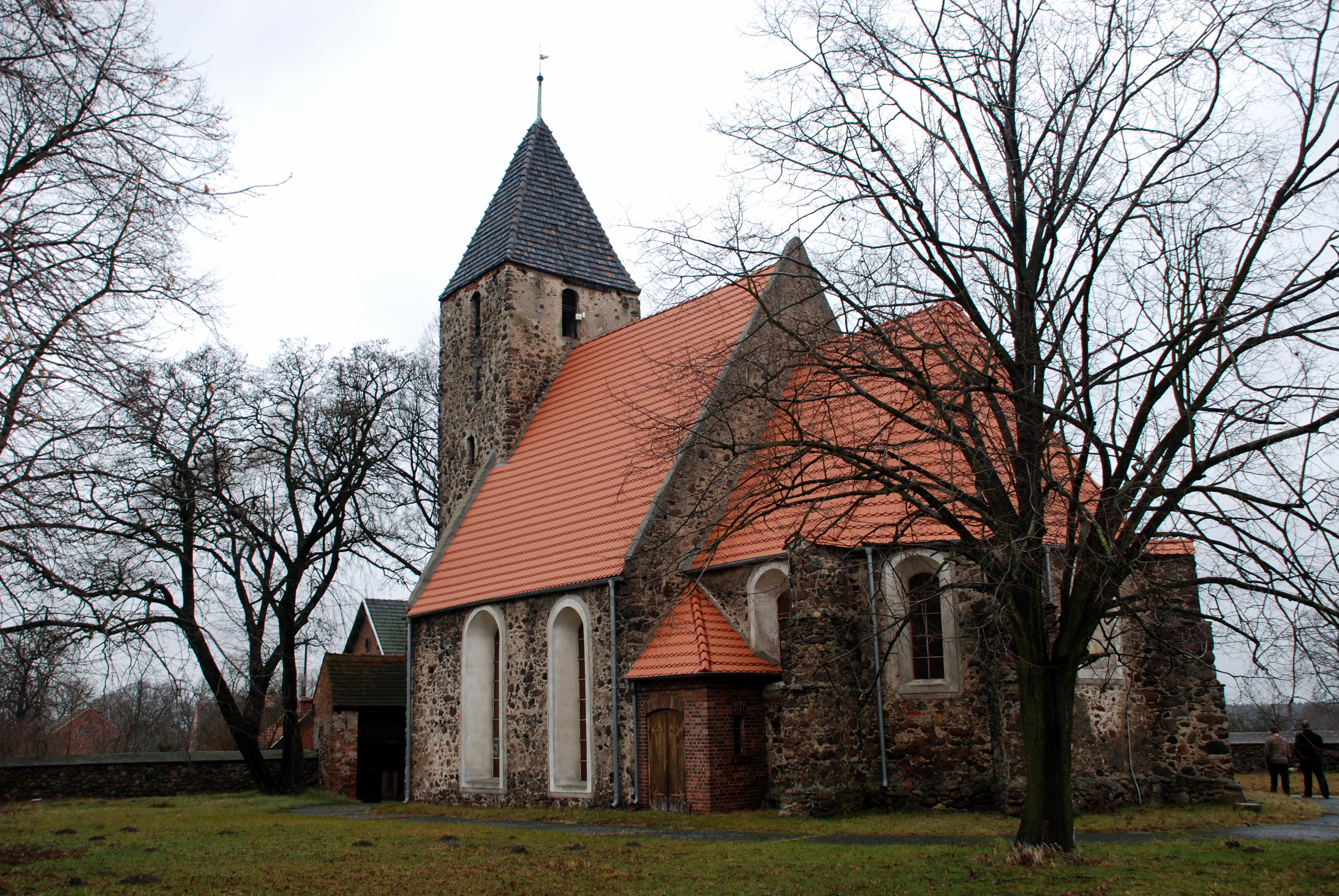
Kirche von 1765 in Białowice (Billendorf)

Die Landgemeinde bestand aus sieben Dörfern:
- Białowice (Billendorf)
- Cieszów (Zeschau)
- Dobroszów Mały (Klein Dobritsch, 1936–1945 Klein Boberau)
- Krzystkowice (Christianstadt/Bober)
- Krzywa (Kriebau)
- Łagoda (Legel)
- Zabłocie (Raudenberg).

## Sonstiges
Die früheisenzeitliche Fundstätte in Billendorf (Białowice) war namensgebend für die Billendorfer Kultur.